# ATP Tour World Championships 1997 - Doppio
Il doppio dell'ATP Tour World Championships 1997 è stato un torneo di tennis facente parte dell'ATP Tour.
Mark Woodforde e Todd Woodbridge era i detentori del titolo, ma non hanno superato il round robin.
Rick Leach e Jonathan Stark hanno battuto in finale 6–3, 6–4, 7–6(3), Mahesh Bhupathi e Leander Paes.

## Teste di serie
1. Todd Woodbridge /  Mark Woodforde (round robin)
2. Jacco Eltingh /  Paul Haarhuis (semifinali)
3. Ellis Ferreira /  Patrick Galbraith (round robin)
4. Rick Leach /  Jonathan Stark (campioni)
5. Mahesh Bhupathi /  Leander Paes (finale)

1. Sébastien Lareau /  Alex O'Brien (semifinals)
2. Mark Knowles /  Daniel Nestor (round robin, ritirati per l'infortunio di Knowles)
3. Donald Johnson /  Francisco Montana (round robin)
4. Trevor Kronemann /  David Macpherson (round robin)

## Tabellone

### Legenda
| - Q = Qualificato - WC = Wild card - LL = Lucky loser | - ALT = Alternate - SE = Special Exempt - PR = Protected Ranking | - w/o = Walkover - r = Ritirato - d = Squalificato |

### Finale
|  | Semifinali | Semifinali                    | Semifinali                    | Semifinali                    | Semifinali                    | Semifinali | Semifinali |  |  | Finale                       | Finale                       | Finale                       | Finale                       | Finale | Finale | Finale |  |
|  |            |                               |                               |                               |                               |            |            |  |  |                              |                              |                              |                              |        |        |        |  |
|  | 5          | Mahesh Bhupathi Leander Paes  | Mahesh Bhupathi Leander Paes  | Mahesh Bhupathi Leander Paes  | Mahesh Bhupathi Leander Paes  | 6          | 6          |  |  |                              |                              |                              |                              |        |        |        |  |
|  | 6          | Sébastien Lareau Alex O'Brien | Sébastien Lareau Alex O'Brien | Sébastien Lareau Alex O'Brien | Sébastien Lareau Alex O'Brien | 4          | 4          |  |  | Mahesh Bhupathi Leander Paes | Mahesh Bhupathi Leander Paes | Mahesh Bhupathi Leander Paes | Mahesh Bhupathi Leander Paes | 3      | 4      | 63     |  |
|  | 4          | Rick Leach Jonathan Stark     | Rick Leach Jonathan Stark     | Rick Leach Jonathan Stark     | Rick Leach Jonathan Stark     | 6          | 6          |  |  | Rick Leach Jonathan Stark    | Rick Leach Jonathan Stark    | Rick Leach Jonathan Stark    | Rick Leach Jonathan Stark    | 6      | 6      | 7      |  |
|  | 2          | Jacco Eltingh Paul Haarhuis   | Jacco Eltingh Paul Haarhuis   | Jacco Eltingh Paul Haarhuis   | Jacco Eltingh Paul Haarhuis   | 3          | 4          |  |  |                              |                              |                              |                              |        |        |        |  |

### Gruppo Verde
|   |                                  | Woodbridge Woodforde | Leach Stark         | Lareau O'Brien | Johnson Montana | RR V–P | Set V–P | Game V–P | Posizione |
| 1 | Todd Woodbridge Mark Woodforde   |                      | 6–3, 6(4)–7, 7–6(5) | 6(4)–7, 5–7    | 6–4, 6–1        | 2–1    | 4–3     | 42–35    | 3         |
| 4 | Rick Leach Jonathan Stark        | 3–6, 7–6(4), 6(5)–7  |                     | 6–4, 3–6, 6–3  | 6–3, 6–4        | 2–1    | 5–3     | 43–39    | 1         |
| 6 | Sébastien Lareau Alex O'Brien    | 7–6(4), 7–5          | 4–6, 6–3, 3–6       |                | 6–3, 3–6, 6–3   | 2–1    | 5–3     | 42–38    | 2         |
| 8 | Donald Johnson Francisco Montana | 4–6, 1–6             | 3–6, 4–6            | 3–6, 6–3, 3–6  |                 | 0–3    | 1–6     | 24–39    | 4         |

La classifica viene stilata in base ai seguenti criteri: 1) Numero di vittorie; 2) Numero di partite giocate; 3) Scontri diretti (in caso di due giocatori pari merito ); 4) Percentuale di set vinti o di games vinti (in caso di tre giocatori pari merito ); 5) Decisione della commissione.

### Gruppo Giallo
|     |                                                              | Eltingh Haarhuis                  | Ferreira Galbraith                     | Bhupathi Paes                           | Knowles Nestor Kronemann Macpherson     | RR V–P  | Set V–P | Game V–P    | Posizione |
| 2   | Jacco Eltingh Paul Haarhuis                                  |                                   | 7–6(1), 6(5)–7, 6–2                    | 6–3, 6–2                                | 6–4, 7–6(4) (w/ Knowles / Nestor)       | 3–0     | 6–1     | 44–30       | 1         |
| 3   | Ellis Ferreira Patrick Galbraith                             | 6(1)–7, 7–6(5), 2–6               |                                        | 5–7, 4–6                                | 6–2, 6(6)–7, 7–5 (w/ Knowles / Nestor)  | 1–2     | 3–5     | 43–46       | 3         |
| 5   | Mahesh Bhupathi Leander Paes                                 | 3–6, 2–6                          | 7–5, 6–4                               |                                         | 6–4, 7–6(5) (w/ Kronemann / Macpherson) | 2–1     | 4–2     | 31–31       | 2         |
| 7 9 | Mark Knowles Daniel Nestor Trevor Kronemann David Macpherson | 4–6, 6(4)–7 (w/ Knowles / Nestor) | 2–6, 7–6(6), 5–7 (w/ Knowles / Nestor) | 4–6, 6(5)–7 (w/ Kronemann / Macpherson) |                                         | 0–2 0–1 | 1–4 0–2 | 24–32 10–13 | 4 5       |

La classifica viene stilata in base ai seguenti criteri: 1) Numero di vittorie; 2) Numero di partite giocate; 3) Scontri diretti (in caso di due giocatori pari merito ); 4) Percentuale di set vinti o di games vinti (in caso di tre giocatori pari merito ); 5) Decisione della commissione.